# أرقطيون شيربنيني
أرقطيون شيربنيني (الاسم العلمي: Arctium czerepninii) هي نوع نباتي يتبع جنس الأرقطيون من فصيلة النجمية.